# Victor Popescu
Victor Popescu (n. 26 septembrie 1886, Valea cu Apă, Gorj – d. 1970) a fost un partizan român din Primul Război Mondial care a luptat împotriva germanilor.